# Arenaria roborowskii
Arenaria roborowskii är en nejlikväxtart som beskrevs av Carl Maximowicz. Arenaria roborowskii ingår i släktet narvar, och familjen nejlikväxter. Inga underarter finns listade i Catalogue of Life.